# 가상 비서

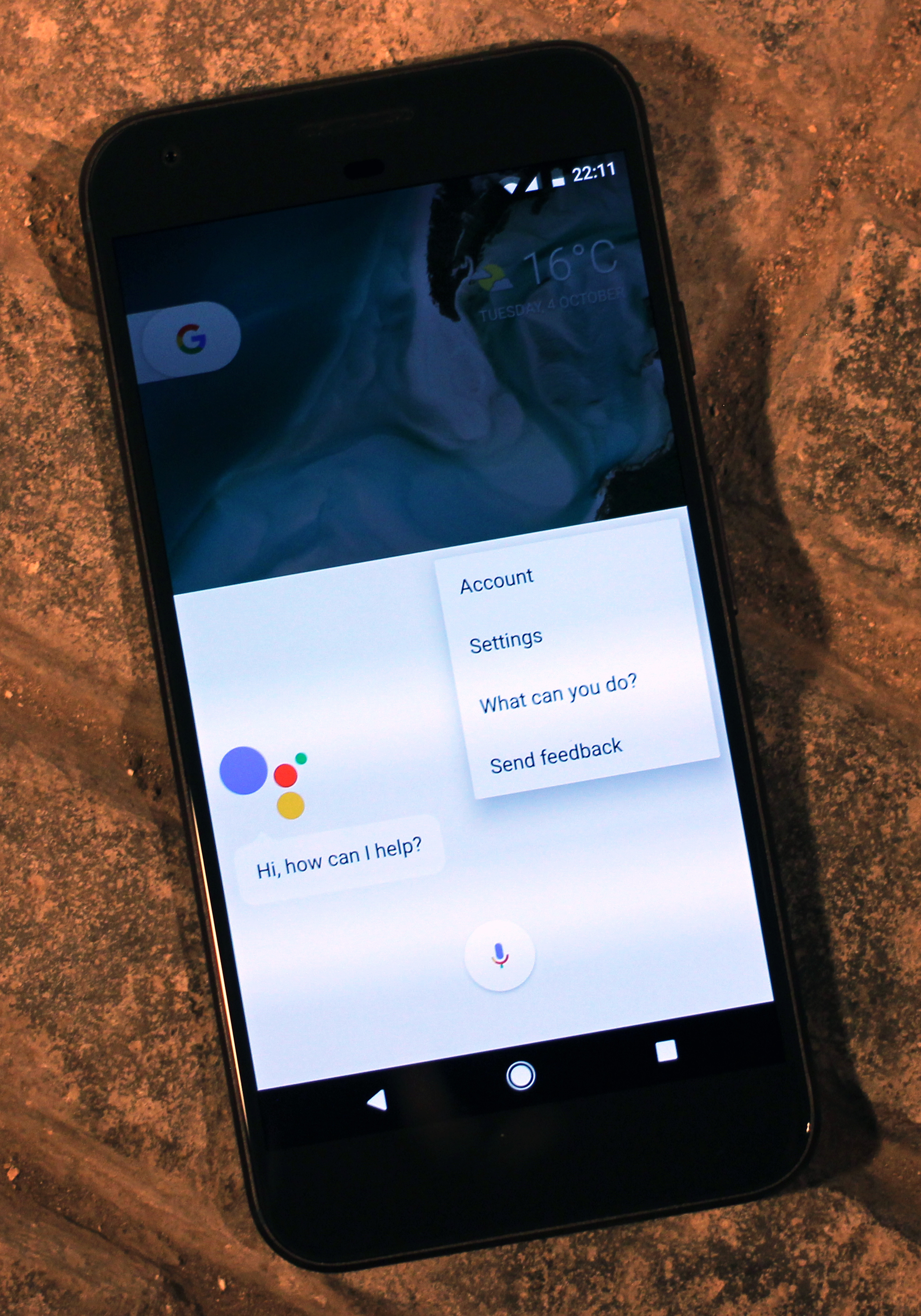
구글 픽셀 스마트폰에서 실행 중인 구글 어시스턴트

가상 비서(假想祕書, 영어: Virtual assistant)는 개인 비서처럼 사용자가 요구하는 작업을 처리하고 사용자에게 특화된 서비스를 제공하는 소프트웨어 에이전트이다. 인공 지능(AI) 엔진과 음성 인식을 기반으로 사용자에게 맞춤 정보를 수집하여 제공하고, 사용자의 음성 명령에 따라 일정 관리, 이메일 전송, 식당 예약 등 여러 작업을 수행한다. 또한, 각종 스마트 가전기기나 차량에 탑재되는 등 그 응용 범위가 더욱 확장될 것으로 전망되고 있다.

## 역사
디지털 음성 인식을 수행하도록 활성화된 최초의 도구는 IBM 슈박스였으며 1961년 초기 시장 진출 이후 1962년 센추리 만국 박람회 기간 중에 대중에게 공개되었다. 이 초기의 컴퓨터는 1981년 최초의 IBM 개인용 컴퓨터가 도입되기 약 20년 전에 개발된 것으로, 16개의 단어와 숫자 0~9를 인식할 수 있었다.

## 전체 비교
| 지능형 개인 비서      | 개발사                    | 자유 소프트웨어 | 자유-오픈 소스 하드웨어 | HDMI 출력 | 외부 입출력 | IOT    | 크롬캐스트 연동 | 스마트폰 앱 | 올웨이즈 온 | 장치 대 장치 보이스 채널 |
| --------------------- | ------------------------- | --------------- | ----------------------- | --------- | ----------- | ------ | --------------- | ----------- | ----------- | ------------------------ |
| 앨리스                | 얀덱스                    | 아니요          | 빈칸                    | 빈칸      | 빈칸        | 예     | 아니요          | 예          | 예          | 빈칸                     |
| 알리지니              | 알리바바 그룹             | 아니요          | 아니요                  | 빈칸      | 빈칸        | 예     | 아니요          | 예          | 예          | 빈칸                     |
| 어시스턴트            | Speaktoit                 | 아니요          | 빈칸                    | 빈칸      | 빈칸        | 아니요 | 아니요          | 예          | 아니요      | 빈칸                     |
| 알렉사 (에코)         | 아마존닷컴                | 아니요          | 아니요                  | 아니요    | 아니요      | 예     | 아니요          | 예          | 예          | ?                        |
| 빅스비                | 삼성전자                  | 아니요          | 빈칸                    | 빈칸      | 빈칸        | 아니요 | 아니요          | 예          | 빈칸        | 빈칸                     |
| 블랙베리 어시스턴트   | 블랙베리 (기업)           | 아니요          | 빈칸                    | 빈칸      | 빈칸        | 아니요 | 아니요          | 예          | 아니요      | 빈칸                     |
| Braina                | Brainasoft                | 아니요          | 빈칸                    | 빈칸      | 빈칸        | 아니요 | 아니요          | 예          | 아니요      | 빈칸                     |
| Cadence               | Cadence studio            | 아니요          | 빈칸                    | 빈칸      | 빈칸        | 빈칸   | 아니요          | 예          | 예          | 빈칸                     |
| 클로바                | 네이버                    | 아니요          | 빈칸                    | 빈칸      | 빈칸        | 예     | 아니요          | 예          | 예          | 빈칸                     |
| 코타나                | 마이크로소프트            | 아니요          | 빈칸                    | 빈칸      | 빈칸        | 예     | 아니요          | 예          | 예          | 빈칸                     |
| 두어                  | 바이두                    |                 |                         |           |             |        |                 |             |             |                          |
| Evi                   | 아마존닷컴 트루 날리지    | 아니요          | 빈칸                    | 빈칸      | 빈칸        | 아니요 | 아니요          | 예          | 아니요      | 빈칸                     |
| 구글 어시스턴트       | 구글                      | 아니요          | 빈칸                    | 빈칸      | 빈칸        | 예     | 예              | 예          | 예          | 빈칸                     |
| 구글 나우             | 구글                      | 아니요          | 빈칸                    | 빈칸      | 빈칸        | 예     | 예              | 예          | 예          | 빈칸                     |
| 제임스                | boost.ai                  | 아니요          |                         |           |             |        |                 |             |             |                          |
| M (2018년 1월 중단됨) | 페이스북                  |                 |                         |           |             |        |                 |             |             |                          |
| 루시다                | 미시간 대학교 클래리티 랩 | 예              | 빈칸                    | 빈칸      | 빈칸        | 아니요 | 아니요          | 예          | 아니요      | 빈칸                     |
| 마이크로프트          | Mycroft AI                | 예              | 예                      | 예        | 예          | 예     | 예              | 예          | 예          | 예                       |
| 니나                  | 뉘앙스                    | 아니요          |                         |           |             |        |                 |             |             |                          |
| Saiy(a.k.a. utter!)   | Saiy Ltd.                 | 예              | 빈칸                    | 빈칸      | 빈칸        | 빈칸   | 빈칸            | 예          | 예          | 빈칸                     |
| Sherpa                | Sherpa Europe SL          | 아니요          | 빈칸                    | 빈칸      | 빈칸        | 예     | 아니요          | 예          | 예          | 빈칸                     |
| SILVIA                | Cognitive Code            | 아니요          | 빈칸                    | 빈칸      | 빈칸        | 아니요 | 아니요          | 예          | 아니요      | 빈칸                     |
| Siri                  | 애플                      | 아니요          | 아니요                  | 빈칸      | 빈칸        | 예     | 아니요          | 예          | 예          | 빈칸                     |
| 스닙스                | Snips SAS                 | 예              | 빈칸                    | 빈칸      | 빈칸        | 예     | 빈칸            | 빈칸        | 예          | 빈칸                     |
| Viv                   | 삼성전자                  | 아니요          | 빈칸                    | 빈칸      | 빈칸        | 예     | 아니요          | 예          | 아니요      | 빈칸                     |
| 샤오웨이              | 텐센트                    |                 |                         |           |             |        |                 |             |             |                          |

## 같이 보기
- 채터봇
- 전문가 시스템
- 홈 네트워킹
- 지능형 에이전트
- 자연 언어 처리
- 모의 현실
- 마법사 (소프트웨어)